# キリスト降架 (レンブラント、1633年)
『キリスト降架』（キリストこうか、独: Kreuzabnahme Christi、英: The Descent from the Cross）は、17世紀オランダ黄金時代の巨匠レンブラント・ファン・レインが1633年に杉材の板に油彩で制作した絵画である。本来、対作品となる『キリスト昇架』とともにプファルツ選帝侯ヨハン・ヴィルヘルム宮中伯のデュッセルドルフ絵画館に所蔵されていたものであるが、1806年以来、ミュンヘンのアルテ・ピナコテークに所蔵されている。

## 制作の経緯
レンブラントは、1632年頃、レイデンからアムステルダムに移ったが、アムステルダムで最初に手掛けた歴史画はオラニエ公フレデリック・ヘンドリック総督のための連作であった。レンブラントを賞賛したコンスタンティン・ハイヘンスに宛てたレンブラントの手紙 (1636年) によれば、1632年にフレデリック・ヘンドリック総督からレンブラントに委嘱された『キリストの埋葬』、『キリストの復活』、『キリストの昇天』 (すべてアルテ・ピナコテーク蔵) と合わせて、本作『キリスト降架』と『キリスト昇架』が「キリストの受難」連作にまとめられた。

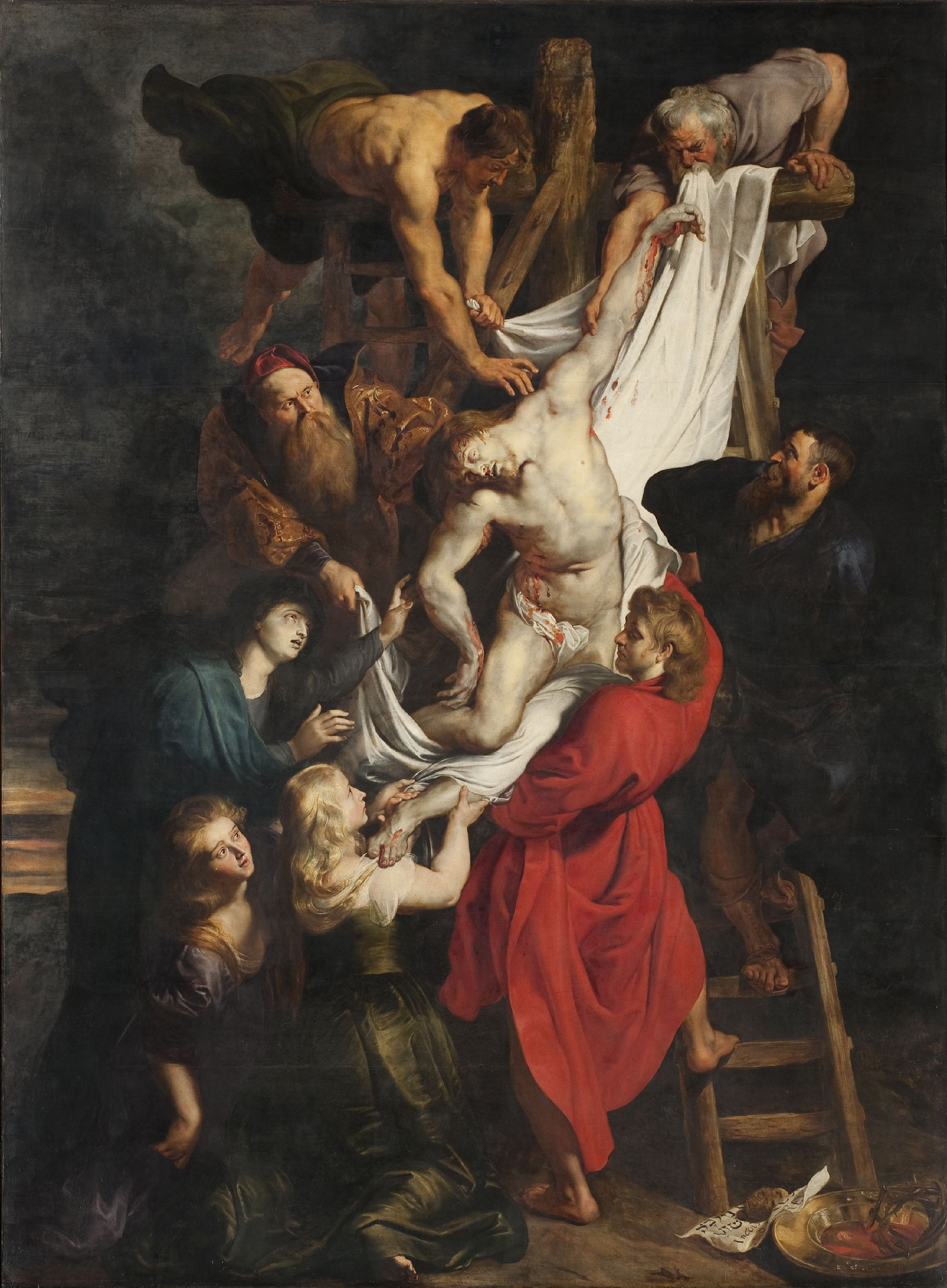
ピーテル・パウル・ルーベンス『キリスト降架』(1611-1614年) 聖母大聖堂、アントウェルペン

とはいえ、連作は、福音書に記述されているような順番に制作されたのではない。本作『キリスト降架』は1633年に仕上げられているが、連作の最後の作品『東方三博士の礼拝』は1646年になるまで制作されなかった。つまり、『キリストの昇架』と『キリスト降架』は元来、フレデリック・ヘンドリック総督からの注文品ではなく、レンブラント自身の発意によるものと考えられる。レンブラントは、これら『キリストの受難』連作を描く以前の1621年、フランドル絵画の巨匠ルーベンスの祭壇画『キリスト降架』(聖母大聖堂、アントウェルペン) にもとづく、ルーカス・フォルステルマンの銅版画を手本にして『キリストの磔刑』を描いていた。レンブラントは、ルーベンスに対抗する意図のもとに本作『キリスト降架』と『キリスト昇架』に着手したのであろう。

## 作品
レンブラントの本作は、前述のようにルーベンスの同主題作の版画 (左右逆転している) にもとづいているが、作風は異なっている。ルーベンスのイエス・キリストは英雄的で、曲線状のポーズはヘレニズム時代の彫刻『ラオコーン像』 (ヴァチカン美術館) の逞しい身体に由来した古典的なものである。また、対照的な身体や手足の動きを示すルーベンスの作品の哀悼者たちは、キリストの英雄性を共有している。ルーベンスの祭壇画は、祭壇の上に提供された聖餅と同じように、屍衣の上に横たわるキリストの遺骸を見つめるべく鑑賞者を誘う。
一方、レンブラントの本作は、ルーベンスの作品より身近で、悲劇的なドラマとなっている。レンブラントのキリストは、ルーベンスのキリストと同じポーズを取りながらも、ぐったりと力なく垂れ下がり、劇的な光の当て方によって、人の子として死んだ人間的側面が強調されている。登場人物の反応も個別的である。左下では聖母マリアが気を失い、哀悼する女たちが聖母を取り囲む。梯子の上に立ってキリストを下から支える人物は、レンブラント自身である。登場人物は十字架の周囲に設けられたより深い空間の中に配置され、場所がエルサレムの郊外であることを明示している。
レンブラントの作品は、キリストの死を人間的犠牲として表し、その肉体的苦痛を細部まで描くとともに弟子たちの精神的苦痛を表しているが、同時に希望も与えてくれる。傷ついたキリストが復活を果たすとすれば、それこそ神の恩寵に対する信仰がすべての人間を救済することの証拠であり、欠陥の多い無様なキリストの肉体は、このキリスト教の伝統的な教義を正に視覚化したものなのである。